# Ernest Hemingway

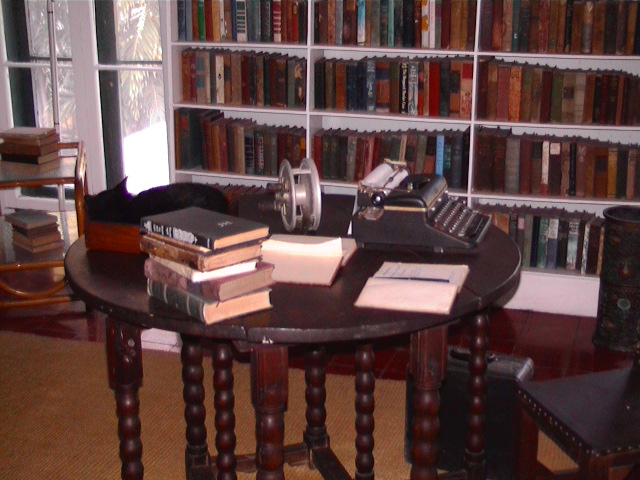
Mesa do escritor em Key West, na Flórida

Ernest Miller Hemingway (Oak Park, 21 de julho de 1899 — Ketchum, 2 de julho de 1961) foi um escritor norte-americano, amplamente reconhecido como um dos maiores escritores do século XX e um dos principais expoentes da geração perdida. Seus livros são inspirados nas suas experiência pela Europa e Cuba e na suas atividades como enfermeiro durante a Primeira Guerra Mundial e correspondente de guerra durante a Guerra Civil Espanhola. Sua obra foi agraciada com diversos prêmios em vida, como o Prêmio Pulitzer em 1953 e o Nobel de Literatura em 1954. Tomado por diversos problemas de saúde, cometeu suicídio com um rifle de caça em 1961, aos 61 anos.

## Biografia
Ainda muito jovem, quando a Grande Guerra (1914–1918) assombrava o mundo, decidiu ir à Europa pela primeira vez. Hemingway havia terminado o segundo grau em Oak Park e trabalhado como jornalista no jornal The Kansas City Star. Tentou alistar-se no exército, mas foi preterido por ter um problema na visão. Decidido a ir à guerra, conseguiu uma vaga de motorista de ambulância na Cruz Vermelha. Na Itália, apaixonou-se pela enfermeira Agnes Von Kurowsky, que viria a ser sua inspiração para a criação da heroína de Adeus às Armas (1929) — a inglesa Catherine Barkley. Atingido por uma bomba, retornou para Oak Park, que, no entanto, depois do que havia visto na Itália, tornara-se monótona demais para ele.
Voltou então à Europa (Paris) em 1921, recém-casado com Elizabeth Hadley Richardson, seu primeiro casamento, com quem teve um filho. Na ocasião, trabalhava para a revista canadense Toronto Star Weekly e, em início de carreira, se aproximou de outros principiantes: Ezra Pound (1885–1972), F. Scott Fitzgerald (1896–1940) e Gertrude Stein (1874–1946). Hemingway era parte da comunidade de escritores expatriados em Paris conhecida como "Geração Perdida", nome inventado e popularizado por Gertrude Stein.
A vida e a obra de Hemingway têm intensa relação com a Espanha, país onde viveu por quatro anos. Uma breve mas marcante passagem para o escritor americano, que estabeleceu uma relação emotiva e ideológica com os espanhóis. Em Pamplona, em meados do século XX, fascinou-se pela tauromaquia, chegando a tourear como amador, experiência que abordaria no seu livro O Sol Também Se Levanta (1926).
O seu segundo casamento (1927) foi com a jornalista de moda Pauline Pfeiffer, com quem viria a ter dois filhos. Em 1928, o casal decidiu morar em Key West, na Flórida. Em Key West, no entanto, o escritor sentiu falta da vida de jornalista e correspondente internacional. Ao mesmo tempo, o casamento com Pauline se tornou instável. Nessa época, conheceu Joe Russell, dono do Sloppy Joe's Bar e companheiro de farra.
Já na década de 1930, resolveu partir com o amigo para uma pescaria. Dois dias em alto-mar que terminaram em Havana, capital cubana, para onde passou a voltar anualmente na época da pesca ao marlim (entre os meses de maio e julho). Na cidade, hospedava-se no Hotel Ambos Mundos, em plena Habana Vieja, bairro mais antigo da cidade, que se tornou o lar do escritor e o cenário que comporia sua história e a da própria ilha pelos próximos 23 anos. Duas décadas de turbulências que teriam, como desfechos, a revolução socialista e o suicídio do escritor.
Em Cuba, o escritor se apaixonou por Jane Mason, que era casada com o diretor de operações da Pan American Airways. Hemingway e Jane se tornaram amantes. Em 1936, novamente se apaixonou: desta feita pela destemida jornalista Martha Gellhorn, motivo do segundo divórcio, confirmando o que predissera seu amigo, Scott Fitzgerald, quando eles se conheceram em Paris: "Você vai precisar de uma mulher a cada livro". Assim, Hemingway partiu para a Espanha, onde Martha já estava, e, em meio à guerra, os dois viveram um romance que resultou no seu terceiro casamento. Ao cobrir a Guerra Civil Espanhola como jornalista do North American Newspaper Alliance, não hesitou em se aliar às forças republicanas contra o fascismo, o que viria a ser o tema do livro Por Quem os Sinos Dobram (1940), considerada sua obra-prima. Quando a república espanhola caiu e a Europa vivia o prenúncio de um conflito generalizado, Hemingway retornou para Cuba com Martha.

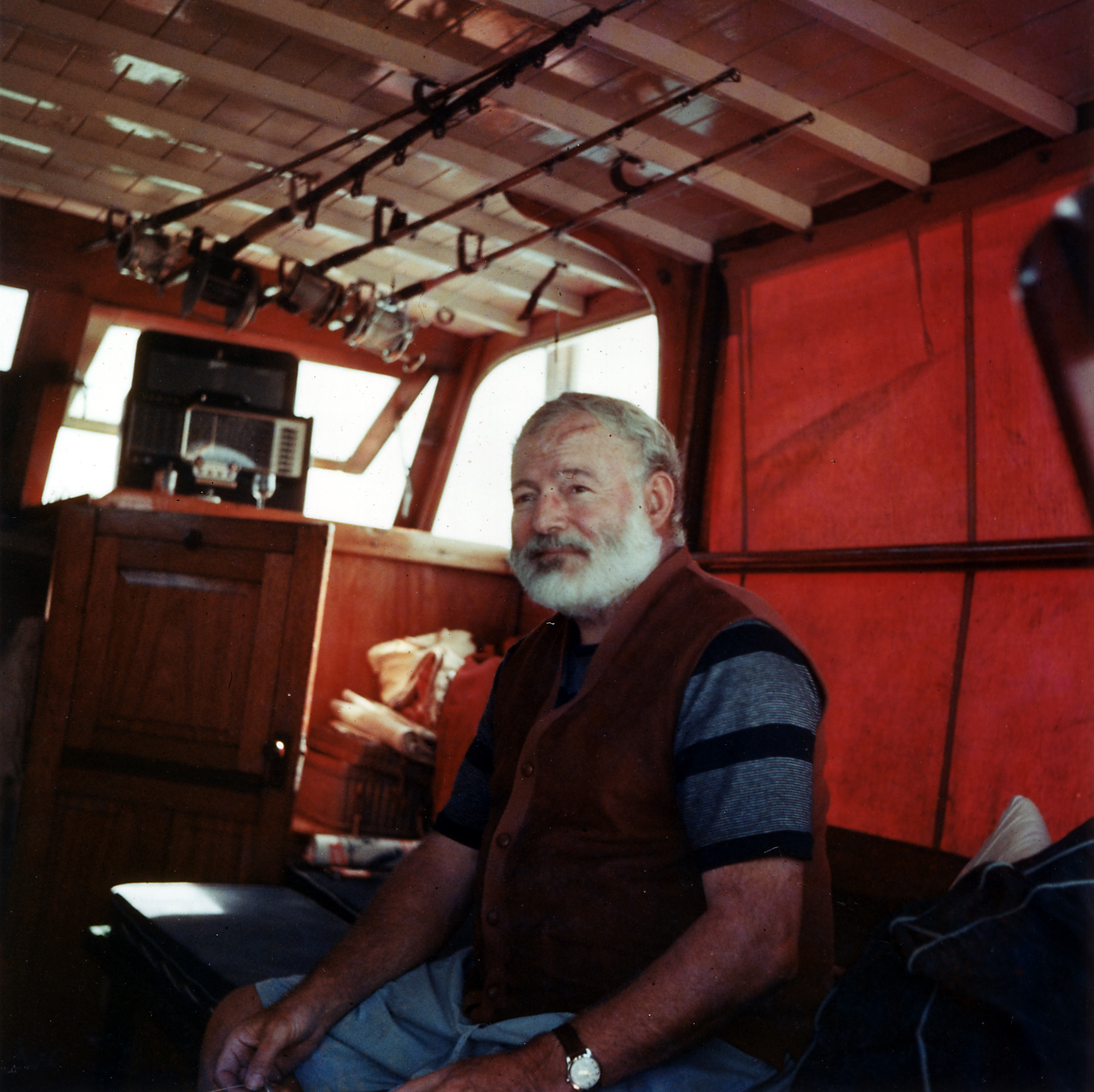
Hemingway a bordo de seu iate por volta de 1950

Em Cuba, durante a Segunda Guerra Mundial, Hemingway montou uma rede de informantes com a finalidade de fornecer, ao governo dos Estados Unidos, informações sobre os espanhóis simpatizantes do fascismo na ilha. Também passou a patrulhar o litoral a bordo de seu iate Pilar na busca de possíveis submarinos alemães. Porém a Agência Federal de Investigação estadunidense via com desconfiança a colaboração de Hemingway, por considerá-lo um simpatizante do comunismo.
Em 1946, o escritor casou-se pela quarta e última vez: desta vez com Mary Welsh, também jornalista mas tímida e disposta a viver ao lado de um Hemingway cada vez mais instável emocionalmente. Levando uma vida turbulenta, Hemingway casou-se quatro vezes, além de ter tido vários relacionamentos românticos. Em 1952, publicou "O Velho e o Mar", com o qual ganhou o Prémio Pulitzer de Ficção (1953). Foi laureado com o Nobel de Literatura de 1954 devido ao seu "domínio da arte da narrativa, mais recentemente demonstrado em O Velho e o Mar, e pela influência que exerceu no estilo contemporâneo".

### Suicídio
Ao longo da vida do escritor, o tema suicídio aparece em escritos, cartas e conversas com muita frequência. Seu pai suicidou-se em 1929 por problemas de saúde e financeiros. Sua mãe, Grace, dona de casa e professora de canto e ópera, enviou-lhe, pelo correio, a pistola com a qual o seu pai havia se matado.
Aos 61 anos e enfrentando problemas de hipertensão, diabetes, depressão e perda de memória, na manhã de 2 de julho de 1961, em Ketchum, em Idaho, tomou um fuzil de caça e disparou contra si mesmo. Encontra-se sepultado no Cemitério de Ketchum, em Ketchum, no Condado de Blaine, em Idaho, nos Estados Unidos.

### Romances de Ernest Hemingway
| n.º de série | Título original                     | Título em Português                                                                  | Tradução                                 | Ano  | Editora                                                                                     |
| ------------ | ----------------------------------- | ------------------------------------------------------------------------------------ | ---------------------------------------- | ---- | ------------------------------------------------------------------------------------------- |
| 01           | The Torrents of Spring              | As Torrentes da Primavera                                                            | Maria Luísa Osório                       | 1925 | Livros do Brasil                                                                            |
| 02           | The Sun Also Rises                  | (br: O Sol Também Se Levanta; pt: O Sol Nasce Sempre (Fiesta))                       | Berenice Xavier                          | 1926 | Gráfica O Cruzeiro, Civilização Brasileira, Abril Cultural, Bertrand Brasil, Nova Cultural, |
| 03           | A Farewell to Arms                  | (br: Adeus às Armas; pt: O Adeus às Armas)                                           | Monteiro Lobato                          | 1929 | Delta, Opera Mundi, Cia. Editora Nacional, Bertrand Brasil                                  |
| 04           | To Have and Have Not                | (br/pt: Ter e Não Ter)                                                               | Luís Peazê, Monteiro Lobato              | 1937 | Cia. Editora Nacional, Civilização Brasileira, Bertrand Brasil                              |
| 05           | For Whom the Bell Tolls             | (br/pt: Por Quem os Sinos Dobram)                                                    | Monteiro Lobato, Luís Peazê              | 1940 | Cia. Editora Nacional, Bertrand Brasil,                                                     |
| 06           | Across the River and Into the Trees | (br: Do Outro Lado do Rio e Entre as Árvores; pt: Na Outra Margem, Entre as Árvores) | José Geraldo Vieira; Joao Palma-Ferreira | 1950 | Civilização Brasileira, Bertrand Brasil, Livros do Brasil                                   |
| 07           | The Old Man and the Sea             | (br/pt: O Velho e o Mar)                                                             | André Telles, Fernando de Castro Ferro   | 1952 | Civilização Brasileira, Círculo do livro, Bertrand Brasil, Folha de S.Paulo,                |
| 08           | Islands in the Stream               | (br: As Ilhas da Corrente; pt: Ilhas na Corrente)                                    | Milton Persson                           | 1970 | Abril Cultural, Círculo do livro, Nova Fronteira, Bertrand Brasil                           |
| 09           | The Garden of Eden                  | O Jardim do Éden                                                                     | Wilma Freitas Ronald de Carvalho         | 1986 | Nova Fronteira, Círculo do livro,                                                           |

### Não ficção  de Ernest Hemingway
| n.º de série | Título original                             | Título em Português                     | Tradução                      | Ano  | Editora                                                   |
| ------------ | ------------------------------------------- | --------------------------------------- | ----------------------------- | ---- | --------------------------------------------------------- |
| 01           | Death in the Afternoon                      | Morte à tarde                           | Maxi Sanchez                  | 1932 | Independently Published                                   |
| 02           | Green Hills of Africa                       | As Verdes Colinas de África             | Guilherme de Castilho         | 1935 | Livros do Brasil                                          |
| 03           | The Dangerous Summer                        | O Verão Perigoso                        | Ana Zelma Campos              | 1960 | Civilização Brasileira, Círculo do livro, Bertrand Brasil |
| 04           | A Moveable Feast                            | Paris é uma Festa                       | Ênio Silveira                 | 1964 | Civilização Brasileira, Círculo do Livro, Bertrand Brasil |
| 05           | True at First Light                         | Verdade ao Amanhecer: memória ficcional | Mario Pontes                  | 1999 | Bertrand Brasil                                           |
| 06           | Ernest Hemingway Selected Letters 1917-1961 |                                         |                               | 2003 |                                                           |
| 07           | Under Kilimanjaro                           | As Neves do Kilimanjaro e outros contos | José J. Veiga e Ênio Silveira | 2005 | BestBolso                                                 |

### Contos e pequenas estórias de Ernest Hemingway
| n.º de série | Título original                                   | Título em Português                    | Tradução      | Ano      | Editora                                 |
| ------------ | ------------------------------------------------- | -------------------------------------- | ------------- | -------- | --------------------------------------- |
| 01           | Three Stories and Ten Poems                       |                                        |               | 1923     |                                         |
| 02           | In Our Time                                       |                                        |               | 1925     |                                         |
| 03           | Men Without Women                                 |                                        |               | 1927     |                                         |
| 04           | The Snows of Kilimanjaro                          |                                        |               | 1932     |                                         |
| 05           | Winner Take Nothing                               |                                        |               | 1933     |                                         |
| 07           | The Fifth Column and the First Forty-Nine Stories | A quinta coluna                        | Enio Silveira | 1938     | Civilização Brasileira, Bertrand Brasil |
| 08           | The Essential Hemingway                           |                                        |               | 1947     |                                         |
| 09           | The Hemingway Reader                              |                                        |               | 1953     |                                         |
| 10           | The Nick Adams Stories                            |                                        |               | 1972     |                                         |
| 11           | The Complete Short Stories of Ernest Hemingway    | Contos de Ernest Hemingway, 03 volumes | José J. Veiga | 1976     | Bertrand Brasil                         |
| 12           | Collected Stories                                 |                                        |               | 1995     |                                         |
| 13           | Hills like White Elephants                        |                                        |               | Sem data |                                         |